# Drosera linearis
Drosera linearis är en sileshårsväxtart som beskrevs av John Goldie. Drosera linearis ingår i släktet sileshår, och familjen sileshårsväxter.
Artens utbredningsområde är:
- Maine.
- Michigan.
- Minnesota.
- Ontario.
- Québec.
- Wisconsin.

Inga underarter finns listade i Catalogue of Life.

## Bildgalleri

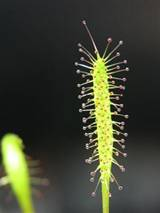